# Canyella
|  | Per a altres significats, vegeu «Canyella (desambiguació)». |

La canyella o canella és l'escorça marronosa del canyeller o caneller (Cinnamomum verum, antigament Cinnamomum zeylandicum), que, en brut o molta, és usada com a espècia en la gastronomia de molts països. És originària de Sri Lanka, tot i que actualment també es cultiva a Amèrica del Sud i les Índies Occidentals.
El seu sabor és dolç i és molt aromàtica, la canyella és una de les espècies més apreciades des de l’antiguitat pels seus usos culinaris i propietats terapèutiques. S'usa com a espècia per aromatitzar i assaborir els guisats.
Al mercat hi ha productes amb la denominació de "canyella" que procedeixen d'altres espècies del gènere Cinnamomum, amb escorces aromàtiques però amb propietats diferents de les de la canyella veritable. Entre d'altres, difereixen en olor, sabor i contingut en cumarina, que pot causar problemes al fetge i als ronyons segons la dosi ingerida. Comercialment, la canyella veritable acostuma a portar l'afegit "de Ceilan" per a diferenciar-la de les falses. Entre aquestes falses canyelles destaca la canyella de la Xina (Cinnamomum burmanni), que és la que es troba habitualment al mercat, de baix preu i que de vegades rep la denominació de "cassia", perquè antigament el nom científic d'aquesta espècie fou Cinnamomum cassia. Altres espècies que es venen com a canyella són Cinnamomum loureiroi, originària del Vietnam i Cinnamomum citriodorum, originària de Sri Lanka.

## Història
La canyella ja era present en la cultura xinesa abans del 2700 aC. Va arribar a Europa durant l'època clàssica a través de les rutes comercials de Grècia i Roma amb l'Índia, Aràbia i Etiòpia. Durant aquest període els egipcis van incorporar-la als seus ritus religiosos i momificacions, i més tard, també va ser present en els ritus religiosos de l'edat mitjana a Europa. En els segles XII i XIII els mercaders occidentals, catalans inclosos, ja anaven a territoris llunyans del Llevant mediterrani a buscar espècies, productes que servien de condiment i farmàcia, com el pebre, el clavell, el gingebre, la canyella, nou moscada, sucre, i també productes de tinció com l'anyil , gomes i resines com l'encens i la laca i tèxtils com el cotó, el lli i la seda. La ruta de les espècies venia per l'Àsia meridional i la mar Roja i arribava a Síria i Egipte. Concretament amb l'Imperi Romà d'Orient, que els cristians denominaven Romania, on en aquesta època els venecians i genovesos començaren a dominar territoris presos a l’Imperi, els productes que s'enviaven durant el segle XIII eren teixits francesos, oli, paper, pells, peces d'armadura, safrà, estany, ferro i les mercaderies de retorn eren les espècies com pebre, gingebre, canyella, de vegades cera, a més de seda.
El comerç de la canyella va arribar a la màxima esplendor durant l'edat moderna. En aquell moment era considerada un producte de luxe i això provocà la competència comercial entre diversos imperis. Portuguesos, holandesos i anglesos se'n van disputar el monopoli en períodes diferents, i es creu que és el motiu que va portar a l'explorador portuguès Vasco da Gama a descobrir la ruta del cap de Bona Esperança durant el segle XVI per tal d'arribar amb més facilitat a Sri Lanka i l'Índia des d'Europa.

## Presentació, tipus i conserva
La canyella se sol presentar en una mena de canons secs cargolats o bé en pols.
Es recol·lecta durant l'estació humida, tallant els brots de la planta arran del terra. A continuació se'n separa l'escorça, rascant-la amb diferents tipus de ganivet i a pelant-la. Les làmines resultants es deixen assecar quatre o cinc dies, i després es cargolen per formar canons. Tot seguit es tornen a deixar assecar sota la llum del sol. Finalment, es decoloren amb diòxid de sofre.
Hi ha dos tipus de canyella:
- Cinnamomum aromaticum o cassia: la més comercialitzada actualment.[15] D'escorça relativament gruixuda i enrotllada. Més forta i amarga i amb més contingut de cumarina.
- Cinnamomum zeylanicum o verum: presentada amb diverses capes fines d'escorça enrotllades. Sabor més dolç i suau.[15]

S'ha de conservar en un recipient hermètic apartat de la claror. L'aroma de la canyella en canó dura al voltant d'un any, mentre que la molta dura només uns mesos.

## Composició
Per cada 100 grams de canyella hi trobem:
- Calories: 373 kcal
- Greixos: 3,2 g
- Colesterol: 0 mg
- Calci: 1.228 mg
- Vitamina C: 28,5 mg
- Hidrats de carboni: 80,5 g
- Proteïnes: 3,9 g

La canyella també conté aldehid cinàmic. El cinamaldehid representa entre el 65% i el 80% de l’oli d’escorça de canyeller. Tot sembla indicar que moltes de les propietats de la canyella sobre el nostre organisme es deuen al cinamaldehid. Aquesta riquesa en aldehid cinàmic és utilitzada com a tònic estomacal, carminatiu i antisèptic, i també en perfumeria.

## Beneficis per a la salut
Els beneficis que aporta la canyella a la salut són:
- Propietats carminatives
- Antimicrobiana
- Reducció dels nivells sanguinis de colesterol, triglicèrids i sucre
- Millora dels nivells de glucosa en dejú
- Reducció de la pressió arterial
- Reducció del greix corporal i augment de la massa magra
- Antioxidant
- Millor absorció del ferro
- Antifúngica[15]
- Antibiòtica[15]
- Afrodisíaca (en homes)
- Expectorant
- Millora de la concentració

També s'utilitza en la medicina tradicional xinesa per curar els símptomes de fred i refredats. Tanmateix, cal anar amb compte en fer-ne un ús prologat ja que alguns estudis han detectat que hi pot haver un cert risc de toxicitat en el consum a llarg termini.

## Usos
La canyella s'utilitza en branca o en pols sobretot a nivell culinari i en plats molt diversos, sobretot per acompanyar plats dolços i postres com arròs amb llet, compotes de fruita, poma al forn, fruita fresca com unes rodelles de taronja amb canyella, en cremes de cereals per a l’esmorzar o a l’estiu amb el gelat de llet merengada. En els països àrabs s'utilitza en plats de carn estofada buscant el contrast entre dolç i salat, i en els països asiàtics la canyella forma part d’alguns tipus de curri.
Un cop destil·lat, el seu oli essencial s'empra en alimentació, licors, perfums i productes de neteja. També s'ha emprat tradicionalment com a conservant natural dels aliments.

### Ús culinari
A la Catalunya del segle XVIII els condiments eren fonamentals per potenciar el sabor i el color dels aliments, l'artifici era important com a principi culinari. Els condiments més utilitzats eren la sal, per motius nutricionals, i les espècies, portades d'Extrem Orient, per motius de distinció social i cultural, les més habituals eren el pebre, la canyella, el clau i el gingebre. En el receptari franciscà se citen sovint el pebre i la canyella; també hi apareixen en el llibre de cuina atribuït a fra Sever d'Olot, l'ús del pebre, la canyella, el safrà i també hi consta l’aigua de canyella.
En l'actualitat la canyella s'associa a la pastisseria, tot i que a la nostra cuina es fa servir també per perfumar plats de carn. Les seves propietats digestives l’associen a certes infusions com la xocolata i el vi calent. Al mercat podem trobar-ne bàsicament dues varietats, la canyella de Ceilan (Cinnamomum zeylanicum), fina com el paper i molt més aromàtica, i la canyella de la Xina (Cinnamomum cassia), menys prima, menys aromàtica i amb un gust un punt picant.

## Comerç
Àsia-Pacífic és el principal productor mundial de canyella; Indonèsia per si sola representa gairebé el 41,0% de la producció mundial total. El 2020, Indonèsia va ser el major productor de canyella, amb una producció de 91.242,0 tones. El van seguir la Xina, el Vietnam i Sri Lanka amb al voltant de 72.531, 31.429 i 22.910 tones de producció, respectivament. Els principals importadors de canyella són Estats Units, Índia, Mèxic i Bangla Desh.
En els darrers anys hi ha hagut una demanda creixent d'espècies, inclosa la canyella, en l'àmbit mundial, amb un augment significatiu en l'adopció de la canyella a les indústries farmacèutica i cosmètica i tendència a incorporar-se més en aliments orgànics a les seves dietes. Aquest augment de la demanda del mercat està impulsant la producció de canyella als principals països productors, com Indonèsia, la Xina i Sri Lanka.
La canyella és una de les espècies més comercialitzades a Europa, és àmpliament utilitzada per la indústria europea d'aliments i begudes en diverses categories. També s'utilitza cada cop més en la innovació i desenvolupament de productes, especialment amb l'augment de la popularitat de les cuines asiàtiques a Europa. Les importacions europees de canyella han crescut moderadament en volum, però el seu fort creixement en valor indica un fort augment dels preus en els últims anys. La canyella és una de les espècies amb certificació de comerç just més comercialitzades. El comerç just es combina normalment amb la certificació orgànica i hi ha diverses empreses d'espècies europees que ofereixen canyella amb aquestes dues certificacions.
Els Països Baixos són l'importador més gran de canyella d'Europa, són un punt d'entrada important per a les espècies que arriben a Europa. Això es deu en part a les reexportacions a altres països europeus, així com a una forta indústria de processament d'ingredients. Representen al voltant del 18% del total de les importacions europees el 2021: 24 milions d'euros o 5.976 tones, de les quals el 79% es van obtenir directament als països en desenvolupament. Alemanya és el segon importador de canyella d'Europa. Les importacions alemanyes gairebé amb el mateix volum que les holandeses, també representen al voltant del 18% del total de les importacions europees. El 2021, les importacions van ascendir a 23 milions d'euros o 5.259 tones. El Regne Unit se situa com a tercer importador de canyella a Europa. El país va representar l'11% de les importacions europees totals, que van ascendir a 14 milions d'euros o 3.156 tones, el 2021. Una part del 64% de les importacions de canyella són subministrades pels països en desenvolupament, i la part restant s'obté principalment amb les importacions dels Països Baixos i França.
Espanya va representar al voltant del 8,5% del total de les importacions europees de canyella el 2021, amb 11 milions d'euros o 2.299 tones. Una part molt important de les importacions espanyoles va procedir directament dels països en desenvolupament (88%). Vietnam va representar més de la meitat d'aquests subministraments (27% de les importacions totals dels països en desenvolupament), seguit de la Xina (25%). Altres proveïdors més petits, però significatius són Sri Lanka (17%), l'Índia (11%), Indonèsia (9,8%) i Madagascar (6,0%). França va representar prop del 7,1% de les importacions totals europees de canyella el 2021, van ascendir a 9,1 milions d'euros o 1.634 tones, el 78% de les quals provenien de països en desenvolupament. Indonèsia és el principal proveïdor de França amb un del 53% en les importacions totals dels països en desenvolupament, seguida de Vietnam (15%), Madagascar (15%), Sri Lanka (9,8%) i la Xina (2,8%).